# Hoa hậu Thế giới 2007

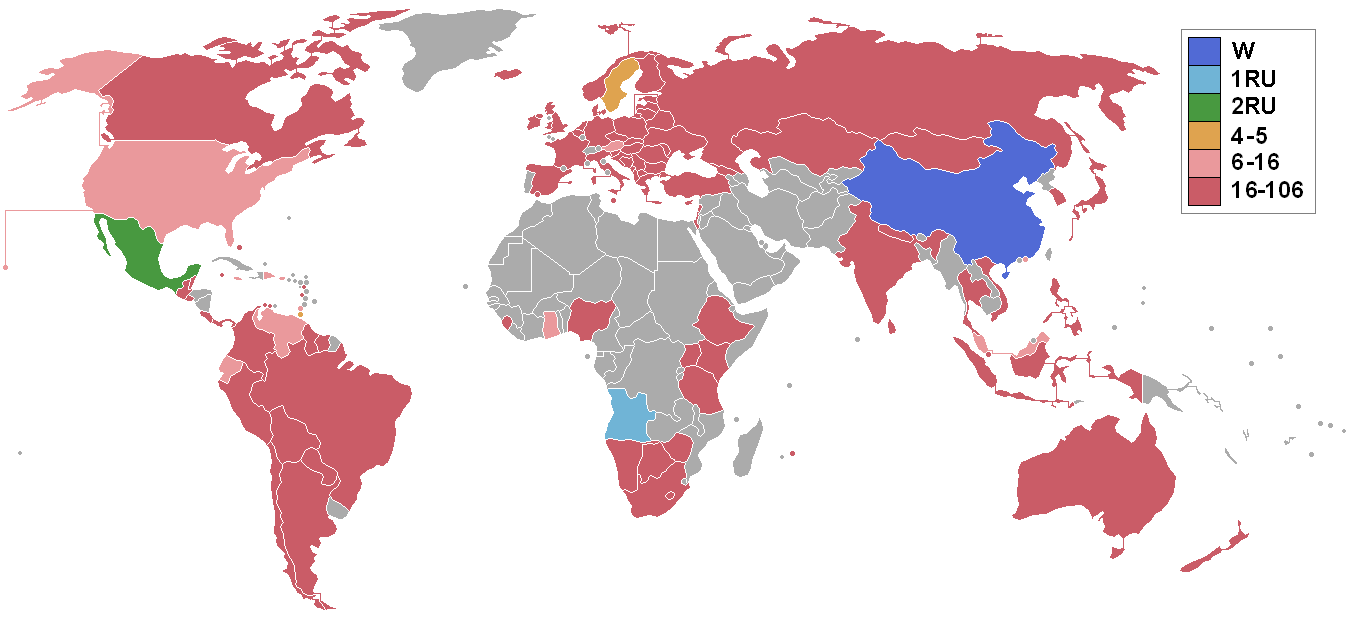
Các quốc gia và vùng lãnh thổ tham gia cuộc thi và kết quả.

Hoa hậu Thế giới 2007 là cuộc thi Hoa hậu Thế giới lần thứ 57 được tổ chức tại Nhà hát Vương miện của Sắc đẹp, Tam Á, Trung Quốc với tổng cộng 106 thí sinh tham gia. Đêm chung kết của cuộc thi diễn ra vào ngày 1 tháng 12 năm 2007 với vương miện thuộc về người đẹp Trương Tử Lâm, Trung Quốc.
Khác với Hoa hậu Thế giới 2005 và Hoa hậu Thế giới 2006, cuộc thi năm 2007 không chia các thí sinh thành các nhóm châu lục như trước nữa và cũng không có giải bình chọn của khán giả để các thí sinh đều có cơ hội công bằng tranh 10 tấm vé vào đêm chung kết cùng các người đẹp thắng các giải Hoa hậu Bãi biển, Hoa hậu Thể thao, Hoa hậu Người mẫu, Hoa hậu Tài năng và Hoa hậu Nhân ái. Trong khuôn khổ cuộc thi, các thí sinh đã thu âm ca khúc Light The Passion, Share The Dream của Olympic Bắc Kinh 2008 và ra thông điệp về phòng chống HIV/AIDS.
Ngoài ra, đêm chung kết diễn ra trùng với ngày phòng chống AIDS nên chương trình sẽ mời một số nhân vật đặc biệt có hoạt động tích cực trong phong trào phòng chống AIDS, và có sự góp mặt của phần phát biểu của cựu tổng thống Nam Phi Nelson Mandela và con gái cùng cháu trai của ông, sau đó các thí sinh sẽ biểu diễn một ca khúc đặc biệt cùng với các vũ công của Nam Phi nhân ngày phòng chống AIDS.

## Kết quả của cuộc thi

### Các danh hiệu cao nhất
| Kết quả               | Thí sinh |
| --------------------- | --- |
| Hoa hậu Thế giới 2007 | - Trung Quốc – Trương Tử Lâm |
| Á hậu 1               | - Angola – Micaela Reis |
| Á hậu 2               | - Mexico – Carolina Morán |
| Top 5                 | - Thụy Điển – Annie Oliv - Trinidad và Tobago – Valene Maharaj |
| Top 16                | - Áo – Christine Reiler - Cộng hòa Dominican – Ada de la Cruz - Ecuador – Valeska Saab - Ghana – Irene Dwomoh - Grenada – Vivian Burkhardt - Hồng Kông – Trương Gia Nhi - Jamaica – Yendi Phillipps - Malaysia – Deborah Priya Henry - Puerto Rico – Jennifer Guevara - Hoa Kỳ – Abigail McCary - Venezuela – Claudia Suárez |

### Các nữ hoàng sắc đẹp khu vực
| Châu lục                 | Thí sinh                              |
| ------------------------ | ------------------------------------- |
| Châu Phi                 | - Angola – Micaela Reis               |
| Châu Mỹ                  | - Mexico – Carolina Moran             |
| Châu Á và châu Đại dương | - Trung Quốc – Trương Tử Lâm          |
| Vùng biển Caribe         | - Trinidad và Tobago – Valene Maharaj |
| Châu Âu                  | - Thụy Điển – Annie Oliv              |

## Các phần thi phụ

### Hoa hậu Bãi biển
Phần thi Hoa hậu Bãi biển đã được lựa chọn vào ngày 10 tháng 11.
| Kết quả     | Thí sinh |
| ----------- | --- |
| Chiến thắng | - Cộng hòa Dominica – Ada Aimée de la Cruz |
| Á hậu 1     | - Jamaica – Yendi Phillipps |
| Á hậu 2     | - Trung Quốc – Trương Tử Lâm |
| Top 5       | - Lithuania – Jurgita Jurkuté - Mexico – Carolina Morán |
| Top 21      | - Áo – Christine Reiler - Bỉ - Halima Chehaima - Brasil - Regiane Andrade - Ethiopia – Mihret Abebe - Grenada – Vivian Burkhardt - Ý – Giada Wiltshire - Nhật Bản – Rui Watanabe - Hàn Quốc - Eun-Ju Cho - Liban - Nadine Njeim - Malaysia – Deborah Priya Henry - Mông Cổ – Oyungerel Gankhuyag - Philippines – Maggie Wilson - Trinidad và Tobago – Valene Maharaj - Thổ Nhĩ Kỳ – Mukerrem Selen Soyder - Ukraina - Lika Roman - Venezuela – Claudia Suárez |

### Hoa hậu Thể thao
Hoa hậu Thể thao được lựa chọn vào ngày 14 tháng 11.
| Kết quả     | Thí sinh |
| ----------- | --- |
| Chiến thắng | - Hoa Kỳ – Abigail McCary |
| Á hậu 1     | - Scotland – Nieve Jennings |
| Á hậu 2     | - Thụy Điển – Annie Oliv |
| Á hậu 3     | - Wales – Kelly-Louise Pesticcio |
| Top 16      | - Albania – Elda Dushi - Argentina – Noelia Alejandra Bernal - Quần đảo Cayman Stacy-Ann Rose Kelly - Cộng hòa Séc - Kateřina Sokolová - Hungary – Krisztina Bodri - Iceland – Jóhanna Vala Jónsdóttir - Jamaica – Yendi Phillipps - Nhật Bản – Rui Watanabe - Malaysia – Deborah Priya Henry - Mexico – Carolina Morán - Hà Lan - Melissa Sneekes - Paraguay – María de la Paz Vargas Morinigo |

### Hoa hậu Siêu mẫu
Hoa hậu Siêu mẫu được lựa chọn vào ngày 24 tháng 11.
| Kết quả     | Thí sinh |
| ----------- | --- |
| Chiến thắng | - Trung Quốc – Trương Tử Lâm                                                                                                |
| Á hậu 1     | - Puerto Rico – Jennifer Guevara                                                                                            |
| Á hậu 2     | - Mexico – Carolina Morán                                                                                                   |
| Top 7       | - Jamaica – Yendi Phillipps - Kazakhstan – Dana Kaparova - Trinidad và Tobago – Valene Maharaj - Venezuela – Claudia Suárez |

### Hoa hậu Tài năng
Hoa hậu Tài năng được lựa chọn vào ngày 26 tháng11. 
| Kết quả     | Thí sinh |
| ----------- | --- |
| Chiến thắng | - Ghana – Irene Dwomoh |
| Á hậu 1     | - Scotland – Nieve Jennings |
| Á hậu 2     | - Thụy Điển – Annie Oliv |
| Top 18      | - Úc – Caroline Louise Clowes Pemberton - Canada – Sara Ghulam - Síp - Dora Anastasiou - Anh – Georgia Faye Horsley - Gibraltar - Danielle Samantha Pérez - Grenada – Vivian Burkhardt - Hungary – Krisztina Bodri - Ấn Độ – Sarah-Jane Dias - Indonesia – Kamidia Radisti - Jamaica – Yendi Phillipps - Bắc Macedonia - Jana Stojanovska - Malta – Stephanie Zammit - Moldova - Ina Codreanu - Slovenia - Veronika Husárová - Thái Lan – Kanokkorn Jaicheun |

### Hoa hậu Nhân ái
| Kết quả     | Thí sinh                                                                           |
| ----------- | ---------------------------------------------------------------------------------- |
| Chiến thắng | - Ecuador - Valeska Alexandra Saab Gómez - Hồng Kông – Trương Gia Nhi              |
| Top 5       | - Indonesia – Kamidia Radisti - Jamaica – Yendi Phillipps - Thụy Điển – Annie Oliv |

### Giải thưởng đặc biệt
| Giải thưởng                      | Thí sinh                |
| -------------------------------- | ----------------------- |
| Nhà thiết kế trang phục đẹp nhất | - Hàn Quốc - Eun-Ju Cho |

## Các giám khảo
Mười người tham gia vào việc chọn ra Hoa hậu Thế giới 2007. Họ là:
- Julia Morley (UK) - Giám đốc điều hành tổ chức Hoa hậu Thế giới.
- Duncan James (UK) - Thành viên của ban nhạc Blue, hiện nay là một diễn viên và người dẫn chương trình truyền hình.
- Annabel Croft (UK) - Cựu ngôi sao tennis và người dẫn chương trình.
- Ben de Lisi (Ý) - Nhà thiết kế thời trang nổi tiếng.
- Li Xiao Bai (Trung Quốc) - Giám đốc điều hành của New Silk Road Modeling Agency.
- Bruce Zhao (Trung Quốc) - Chủ tịch tập đoàn Huayu.
- Makaziwe Mandela (Nam Phi) - Con gái của Nelson Mandela, một nhà hảo tâm.
- Neal Hamil (Hoa Kỳ) - Giám đốc công ty người mẫu Elite.
- Krish Naidoo (Ireland) - Đại sứ quốc tế của Hoa hậu Thế giới, một doanh nhân và làm việc nhiều với các tổ chứ từ thiện.
- Elena Franchuk (Ukraina) - Sáng lập quỹ phòng chống AIDS tại Ukraina.

## Các thí sinh
Có tất cả 106 thí sinh tham dự cuộc thi Hoa hậu Thế giới 2007.
| Quốc gia             | Thí sinh                          | Tuổi | Chiều cao (cm) | Chiều cao (ft) | Quê nhà             |
| -------------------- | --------------------------------- | ---- | -------------- | -------------- | ------------------- |
| Albania              | Elda Dushi                        | 18   | 176            | 5'9"           | Tirana              |
| Angola               | Micaela Reis                      | 18   | 178            | 5'10"          | Benguela            |
| Argentina            | Noelia Alejandra Bernal           | 18   | 177            | 5'9"           | Perico              |
| Aruba                | Boyoura Martijn                   | 21   | 170            | 5'7"           | Rooi Master         |
| Úc                   | Caroline Louise Clowes Pemberton  | 21   | 182            | 5'11"          | St.Ives             |
| Áo                   | Christine Reiler                  | 25   | 171            | 5'7"           | Mödling             |
| Bahamas              | Anya Watkins                      | 21   | 170            | 5'7"           | Nassau              |
| Belarus              | Alena Aladka                      | 22   | 178            | 5'10"          | Minsk               |
| Bỉ                   | Halima Chehaima                   | 19   | 177            | 5'9.5"         | Brussels            |
| Belize               | Felicita "Leesha" Arzú            | 22   | 175            | 5'9"           | Orange Walk Town    |
| Bolivia              | Sandra Lea Hernández Saavedra     | 22   | 174            | 5'8.5"         | Cochabamba          |
| Bosnia & Herzegovina | Gordana Tomić                     | 17   | 178            | 5'10"          | Tuzla               |
| Botswana             | Malebogo Marumoagae               | 24   | 166            | 5'6"           | Tonota              |
| Brasil               | Regiane Andrade                   | 23   | 173            | 5'8"           | São Bento do Sul    |
| Bulgaria             | Paolina Racheva                   | 19   | 178            | 5'10"          | Rousse              |
| Canada               | Sara Ghulam                       | 18   | 177            | 5'9.5"         | Pickering           |
| Quần đảo Cayman      | Rebecca Parchment                 | 25   | 178            | 5'10"          | West Bay            |
| Chile                | Bernardita Zúñiga Huesbe          | 24   | 176            | 5'9"           | Viña del Mar        |
| Trung Quốc           | Trương Tử Lâm                     | 23   | 184            | 6'0"           | Thạch Gia Trang     |
| Colombia             | María José Torrenegra Ariza       | 23   | 176            | 5'9"           | Barranquilla        |
| Costa Rica           | Wendy del Carmen Cordero Sánchez  | 19   | 175            | 5'9"           | Cartago             |
| Croatia              | Tajana Jeremić                    | 17   | 172            | 5'7"           | Vukovar             |
| Curaçao              | Mckeyla Antoinette Richards       | 19   | 180            | 5'11"          | Willemstad          |
| Síp                  | Dora Anastasiou                   | 19   | 173            | 5'8"           | Xylophagou          |
| Cộng hòa Séc         | Kateřina Sokolová                 | 18   | 177            | 5'9"           | Přerov              |
| Đan Mạch             | Line Kruuse                       | 25   | 176            | 5'9"           | Korsør              |
| Cộng hòa Dominica    | Ada Aimée de la Cruz              | 21   | 180            | 5'11"          | San Cristóbal       |
| Ecuador              | Valeska Alexandra Saab Gómez      | 23   | 172            | 5'7"           | Guayaquil           |
| El Salvador          | Silvia Michelle Melhado Rodríguez | 18   | 172            | 5'7"           | San Salvador        |
| Anh                  | Georgia Faye Horsley              | 20   | 173            | 5'8"           | Norton              |
| Estonia              | Kadi Sizask                       | 21   | 179            | 5'10.5"        | Rapla               |
| Ethiopia             | Mihret Abebe                      | 19   | 182            | 5'11.5"        | Teferi Kela         |
| Phần Lan             | Linnea Eeric Annickki Aaltonen    | 19   | 168            | 5'6"           | Porvoo              |
| Pháp                 | Rachel Legrain-Trapani            | 20   | 172            | 5'7"           | St Quentin          |
| Gruzia               | Tamar Nemsitsveridze              | 20   | 173            | 5'8"           | Kutaisi             |
| Đức                  | Janice Behrendt                   | 24   | 180            | 5'11"          | Cottbus             |
| Ghana                | Irene Dwomoh                      | 21   | 178            | 5'10"          | Essikadu            |
| Gibraltar            | Danielle Samantha Pérez           | 23   | 162            | 5'4"           | Gibraltar           |
| Hy Lạp               | Aikaterini Evangelinou            | 19   | 180            | 5'11"          | Athens              |
| Grenada              | Vivian Charlott Burkhardt         | 21   | 170            | 5'7"           | Saint George        |
| Guadeloupe           | Nancy Karen Fleurival             | 23   | 175            | 5'9"           | Les Abymes          |
| Guatemala            | Hamy Nataly Tejeda Funes          | 22   | 172            | 5'7"           | Thành phố Guatemala |
| Guyana               | Candace Charles                   | 17   | 170            | 5'7"           | Stanleytown         |
| Hồng Kông            | Trương Khả Nhi                    | 23   | 164            | 5'5"           | Hồng Kông           |
| Hungary              | Krisztina Bodri                   | 21   | 170            | 5'7"           | Budapest            |
| Iceland              | Jóhanna Vala Jónsdóttir           | 21   | 177            | 5'9.5"         | Reykjavík           |
| Ấn Độ                | Sarah-Jane Dias                   | 24   | 175            | 5'9"           | Mumbai              |
| Indonesia            | Kamidia Radisti                   | 23   | 169            | 5'7"           | Bandung             |
| Ireland              | Bláthnaid McKenna                 | 21   | 175            | 5'9"           | Kildare             |
| Israel               | Liran Kohener                     | 19   | 171            | 5'7"           | Rishon-Letzion      |
| Ý                    | Giada Wiltshire                   | 17   | 182            | 5'11"          | Lugo                |
| Jamaica              | Yendi Phillips                    | 22   | 178            | 5'10"          | Kingston            |
| Nhật Bản             | Rui Watanabe                      | 23   | 170            | 5'7"           | Tokyo               |
| Kazakhstan           | Dana Kaparova                     | 19   | 176            | 5'9"           | Astaná              |
| Kenya                | Catherine Wangari Wainaina        | 22   | 173            | 5'8"           | Nyandarua           |
| Hàn Quốc             | Eun-Ju Cho                        | 24   | 168            | 5'6"           | Busan               |
| Latvia               | Kristīne Djadenko                 | 23   | 173            | 5'8"           | Riga                |
| Liban                | Nadine Njeim                      | 20   | 180            | 5'11"          | Beirut              |
| Litva                | Jurgita Jurkuté                   | 22   | 177            | 5'9.5"         | Vilna               |
| Bắc Macedonia        | Jana Stojanovska                  | 22   | 171            | 5'7"           | Skopie              |
| Malaysia             | Deborah Priya Henry               | 22   | 178            | 5'10"          | Kuala Lumpur        |
| Malta                | Stephanie Zammit                  | 22   | 175            | 5'9"           | Żejtun              |
| Martinique           | Vanessa Beauchaints               | 22   | 174            | 5'8"           | Ducos               |
| Mauritius            | Melody Selvon                     | 18   | 174            | 5'8.5"         | Flic en Flac        |
| México               | Carolina Morán Gordillo           | 19   | 178            | 5'10"          | Manzanillo          |
| Moldova              | Ina Codreanu                      | 22   | 171            | 5'7"           | Chisinau            |
| Mông Cổ              | Oyungerel Gankhuyag               | 22   | 177            | 5'9"           | Ulaanbaatar         |
| Montenegro           | Marija Ćirović                    | 18   | 182            | 5'11"          | Nikšić              |
| Namibia              | Marichen Jolandi Luiperth         | 21   | 173            | 5'8"           | Swakopmund          |
| Nepal                | Sitashma Chand                    | 24   | 171            | 5'7"           | Lalitpur            |
| Hà Lan               | Melissa Sneekes                   | 24   | 168            | 5'6"           | Den Haag            |
| New Zealand          | Stephanie Maria Dods              | 17   | 168            | 5'6"           | Auckland            |
| Nigeria              | Munachi Gail Teresa Abii Nwankwo  | 20   | 171            | 5'7"           | Owerri              |
| Bắc Ireland          | Melissa Jane Patton               | 20   | 176            | 5'9"           | Belfast             |
| Na Uy                | Lisa-Mari Moen Jünge              | 19   | 177            | 5'9.5"         | Molde               |
| Panama               | Shey Ling Him Gordon              | 21   | 178            | 5'10"          | Thành phố Panama    |
| Paraguay             | María de la Paz Vargas Morinigo   | 20   | 170            | 5'7"           | Fuerte Olimpo       |
| Perú                 | Cinthya Jessenia Calderón Ulloa   | 19   | 170            | 5'7"           | Tacna               |
| Philippines          | Maggie Wilson                     | 18   | 175            | 5'9"           | Bacólod             |
| Ba Lan               | Karolina Zakrzewska               | 21   | 180            | 5'11"          | Zielona Góra        |
| Puerto Rico          | Jennifer Guevara Campos           | 20   | 178            | 5'10"          | Orocovis            |
| România              | Elena Roxana Azoitei              | 19   | 178            | 5'10"          | Constanza           |
| Nga                  | Tatiana Kotova                    | 22   | 176            | 5'9"           | Rostov-on-Don       |
| Scotland             | Nieve Jennings                    | 20   | 175            | 5'9"           | Bishopbriggs        |
| Serbia               | Mirjana Božović                   | 20   | 181            | 5'11"          | Lajkovac            |
| Sierra Leone         | Fatmata B. Turay                  | 20   | 173            | 5'8"           | Freetown            |
| Singapore            | Roshni Kaur Soin                  | 21   | 173            | 5'8"           | Singapore           |
| Slovenia             | Veronika Husárová                 | 20   | 176            | 5'9"           | Komárno             |
| El Salvador          | Tadeja Ternar                     | 20   | 178            | 5'10"          | Beltinci            |
| Nam Phi              | Megan Kate Coleman                | 22   | 175            | 5'9"           | Hillcrest           |
| Tây Ban Nha          | Natalia Zabala Arroyo             | 24   | 177            | 5'9.5"         | San Sebastián       |
| Sri Lanka            | Romanthi Maria Colombage          | 23   | 170            | 5'7"           | Colombo             |
| Suriname             | Charisse Melany Moll              | 22   | 166            | 5'6"           | Paramaribo          |
| Eswatini             | Nkosing'phile Dlamini             | 22   | 172            | 5'7"           | Manzini             |
| Thụy Điển            | Annie Oliv                        | 20   | 177            | 5'9.5"         | Gothenburg          |
| Tanzania             | Richa Maria Adhia                 | 19   | 170            | 5'7"           | Kariakoo            |
| Thái Lan             | Kanokkorn Jaicheun                | 21   | 175            | 5'9"           | Băng Cốc            |
| Trinidad & Tobago    | Valene Maharaj                    | 21   | 173            | 5'8"           | St Margaret         |
| Thổ Nhĩ Kỳ           | Mukerrem Selen Soyder             | 20   | 176            | 5'9"           | Ankara              |
| Uganda               | Monica Kansiime Kasyate           | 21   | 173            | 5'8"           | Kampala             |
| Ukraina              | Lika Roman                        | 22   | 174            | 5'8.5"         | Uzhgorod            |
| Hoa Kỳ               | Abigail McCary                    | 25   | 173            | 5'8"           | Denver              |
| Venezuela            | Claudia Paola Suárez Fernández    | 20   | 173            | 5'8"           | Caracas             |
| Việt Nam             | Đặng Minh Thu                     | 19   | 168            | 5'6"           | Hà Nội              |
| Wales                | Kelly-Louise Pesticcio            | 23   | 170            | 5'7"           | Cardiff             |
| Zimbabwe             | Caroline Marufu                   | 24   | 183            | 6'0"           | Bulawayo            |